# François Oscar de Négrier
François Oscar de Négrier (Belfort, 2 ottobre 1839 – Norvegia, 22 agosto 1913) è stato un militare francese. Si guadagnò la fama in Algeria, durante la campagna nel Sud-Oranais (1881), e nel Tonchino, durante la guerra franco-cinese (agosto 1884 - aprile 1885).

## Famiglia
François Oscar de Négrier nacque a Belfort il 2 ottobre 1839 dal generale Ernest de Négrier, una famiglia di militari. Suo nonno, François Gabriel de Négrier, capitano di vascello prima della Rivoluzione e cavaliere dell'Ordine di San Luigi, era fuggito dalla Francia sotto il Terrore e si era rifugiato a Lisbona. François-Gabriel era il padre del futuro maggiore generale François-Marie-Casimir de Négrier, ferito nella battaglia di Waterloo e ucciso all'ingresso del Faubourg Saint-Antoine durante i giorni di giugno del 1848. Il suo secondogenito, il futuro generale di brigata Ernest de Négrier (1799-1892), nato a Lisbona e padre di François Oscar de Négrier, sottrasse agli austriaci il cimitero di Solferino durante l'omonima battaglia.

## Inizio della carriera militare
De Négrier entrò nell'accademia militare di Saint-Cyr nel 1856. Durante la guerra franco-prussiana, come capitano alla guida del 2º Battaglione degli Chasseurs à pied, si distinse nella battaglia di Saint-Privat. Il battaglione perse 13 ufficiali e 230 uomini per difendere Amanvillers, attaccata da una divisione dell'Assia. Alla fine della giornata, De Négrier guidò una carica alla baionetta e respinse il nemico. Fu colpito al ginocchio da una pallottola.
Appresa la capitolazione di Metz mentre era in ospedale, de Négrier fuggì e si unì all'Armée du Nord, comandata da Louis Faidherbe, che gli affidò il comando del 24º Reggimento degli Chasseurs à cheval. De Négrier fu nuovamente ferito due volte, a Villers-Bretonneux, al braccio sinistro, e a Vermand, da una scheggia. A guerra finita, dopo un breve soggiorno a Troyes nel 79º Reggimento di fanteria, entrò nella Legione straniera e partì per l'Africa per sedare l'insurrezione araba.
Divenuto colonnello nel 1879, prestò servizio nel Sud-Oranais e comandò la Legione straniera dal 1881 al 1883. Combatté contro le bande di Cheikh Bouamama e il 15 agosto 1881, a El Abiodh, fece bombardare il mausoleo del santo musulmano Sidi Cheikh, le cui ceneri furono portate a Géryville (attuale El Bayadh).

## Guerra franco-cinese

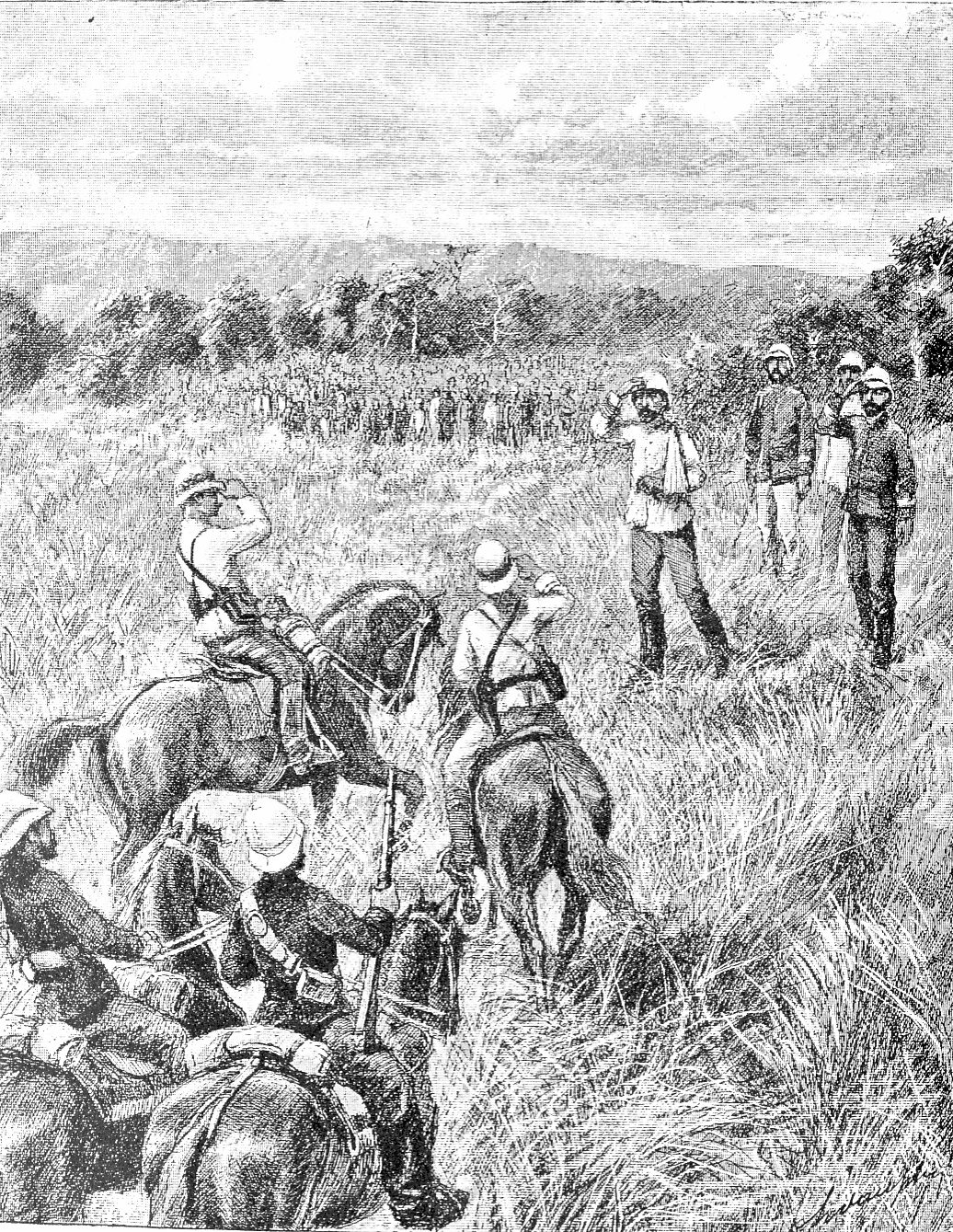
De Négrier si unisce alla colonna di Dugenne sull'altopiano di Bắc Lệ,

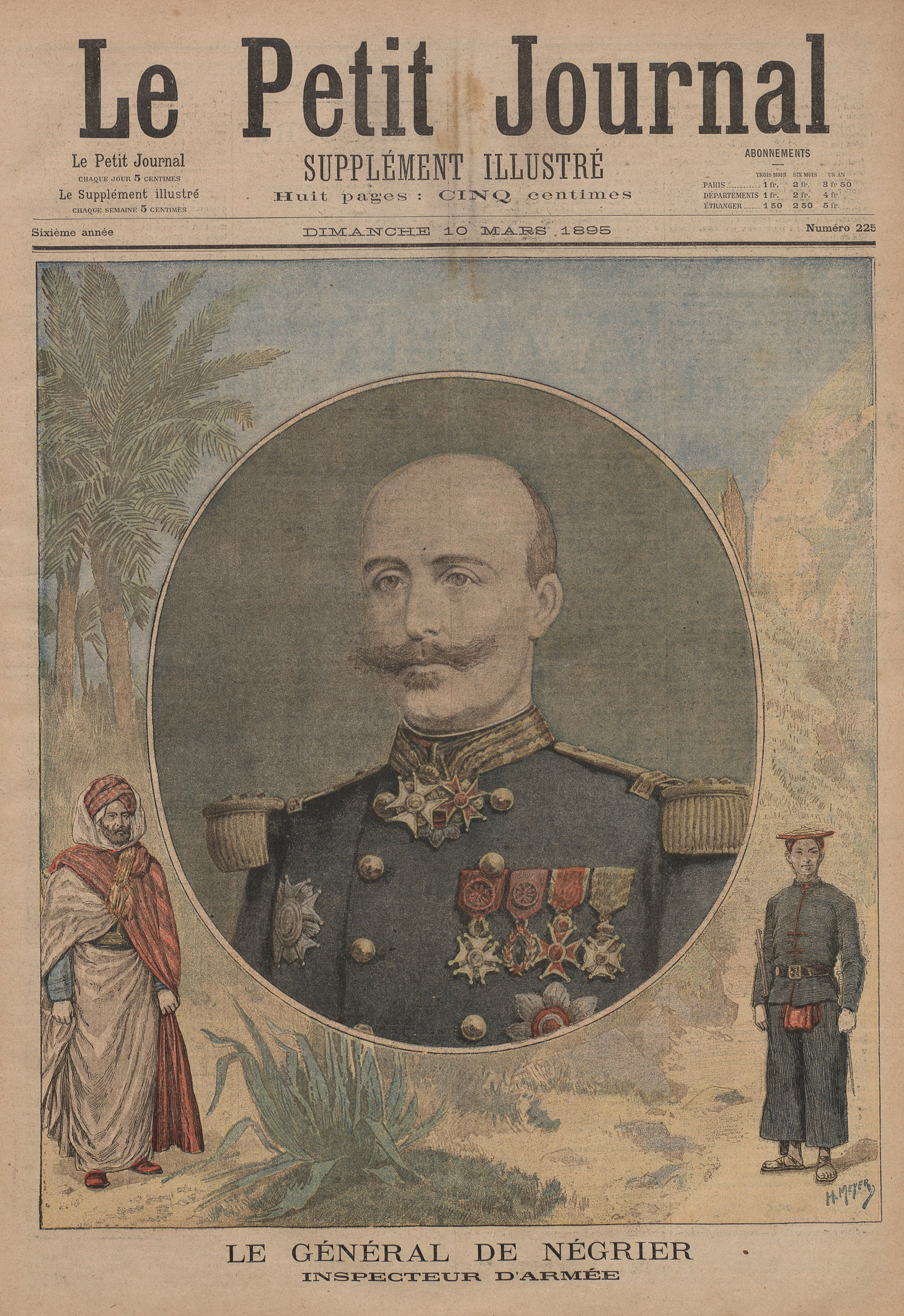
De Négrier sulla copertina di Le Petit Journal

De Négrier fu nominato generale di brigata il 31 agosto 1883. Arrivò in Tonchino nel febbraio 1884 e gli fu affidato il comando della 2ª Brigata del Corpo di spedizione del Tonchino; il generale Louis Brière de l'Isle ebbe il comando della 1ª Brigata. Durante il periodo di ostilità non dichiarate che precedette la guerra franco-cinese, de Négrier prese parte alla campagna di Bắc Ninh (marzo 1884) e alla successiva presa di Hưng Hóa (aprile 1884). Nel giugno 1884 fu inviato da Charles-Théodore Millot, generale in capo del Corpo di spedizione del Tonchino, in aiuto al colonnello Alphonse Dugenne, quando la notizia dell'imboscata di Bắc Lệ raggiunse Hanoi.
Durante la guerra franco-cinese comandò le tre colonne francesi coinvolte nella campagna di Kép (ottobre 1884). La più grande di queste colonne, sotto il suo comando personale, sconfisse l'ala destra dell'esercito cinese del Guangxi nella battaglia di Kép (8 ottobre 1884). In questa battaglia de Négrier fu ferito a una gamba e cadde da cavallo. Le sue truppe, credendo che fosse stato ucciso, non diedero tregua ai difensori cinesi quando questi assaltarono il villaggio di Kép. Nel gennaio 1885 de Négrier vinse la battaglia di Núi Bop, spesso considerata la sua miglior prova come comandante. Nel febbraio 1885 comandò la 2ª Brigata nella campagna di Lạng Sơn, durante la quale il Corpo di spedizione del Tonchino, dopo aver scacciato i cinesi dai campi trincerati di Dong Song e Bac Vie, prese Lạng Sơn.
Subito dopo la presa di Lạng Sơn, il generale Louis Brière de l'Isle tornò ad Hanoi con la 1ª Brigata del tenente colonnello Giovanninelli per alleviare l'assedio di Tuyên Quang, lasciando de Négrier a Lạng Sơn con la 2ª Brigata. Il 23 febbraio 1885 de Négrier fece una sostita da Lạng Sơn e sconfisse il demoralizzato esercito del Guangxi nella battaglia di Đồng Đăng, scacciando i cinesi dall'intero territorio del Tonchino. De Négrier superò il confine, attraversò un breve tratto della provincia di Guangxi e fece saltare la "Porta della Cina", un cancello cerimoniale eretto dai cinesi al passo Zhennan per segnare il confine tra Cina e Annam.

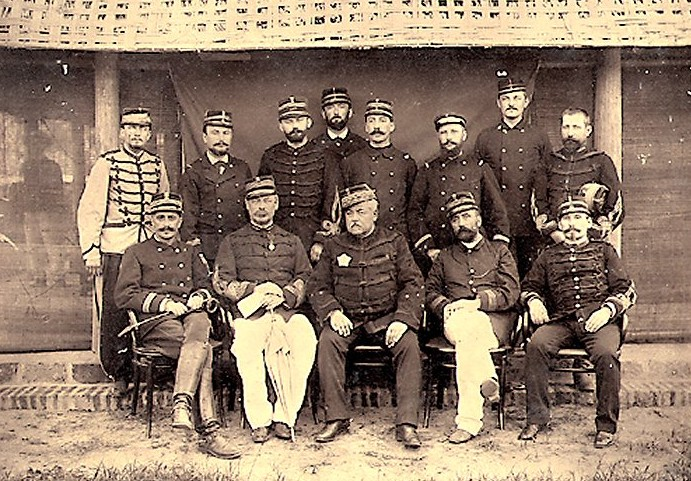
Il generale Millot e il suo staff. De Négrier è seduto alla destra di Millot

I cinesi rinforzarono l'esercito del Guangxi e il 22 marzo 1885 un distaccamento di truppe cinesi al comando di Feng Zicai entrò nel Tonchino e attaccò le posizioni avanzate francesi a Đồng Đăng. Per scoraggiare ulteriori incursioni da parte nemica, de Négrier decise di inseguire i cinesi con il grosso della 2ª brigata e di attaccarli nel loro campo trincerato a Bang Bo, vicino al passo di Zhennan, sperando che l'elemento sorpresa avrebbe compensato la sua carenza di effettivi. Il 23 marzo 1885 i francesi conquistarono le opere esterne dell'accampamento cinese di Bang Bo, ma il 24 marzo 1885 altri attacchi contro i cinesi fallirono e de Négrier fu costretto a ritirarsi. La battaglia di Bang Bo fu l'unica sconfitta subita da de Négrier in tutta la sua carriera militare.
L'esercito del Guangxi inseguì cautamente i francesi e quattro giorni dopo lanciò un attacco frontale alle difese di Lạng Sơn. La battaglia di Ky Lua (28 marzo 1885) fu vittoriosa per i francesi, ma de Négrier fu colpito al petto e gravemente ferito mentre esplorava le posizioni cinesi in preparazione di un contrattacco francese, e fu costretto a cedere il comando al tenente colonnello Paul Gustave Herbinger, uno dei suoi due comandanti di reggimento. Herbinger, un teorico con poca esperienza di comando sul campo, perse la testa. Più di mille cadaveri cinesi giacevano davanti alle posizioni della 2ª Brigata e si potevano vedere i cinesi ripiegare in disordine verso la frontiera, lasciando solo una piccola retroguardia a Ky Lua per proteggere la loro ritirata. Herbinger ignorò tutte le prove del fatto che l'esercito del Guangxi era stato decisamente sconfitto e si convinse che la 2ª Brigata sarebbe stata accerchiata se fosse rimasta dov'era. Prese quindi la controversa decisione di abbandonare Lạng Sơn e di ripiegare su posizioni difensive più forti a Kép e Chũ. Questo errore di valutazione trasformò la vittoria tattica di de Négrier a Ky Lua in una sconfitta strategica.

## Carriera successiva
De Négrier si riprese rapidamente dalla ferita di Ky Lua e nel maggio 1885, poco dopo la fine della guerra franco-cinese, fu nominato al comando della 2ª Divisione del rinforzato Corpo di spedizione del Tonchino. Brière de l'Isle, cui era stato offerto il comando della 1ª Divisione, aveva posto come condizione per la sua accettazione che de Négrier ottenesse la 2ª Divisione. Sotto il comando del generale Roussel de Courcy, de Négrier non poté però dare il meglio di sé. Invece di combattere battaglie contro le truppe regolari cinesi, dove le sue abilità tattiche avevano tutte le opportunità di brillare, gli fu richiesto di condurre campagne punitive contro le sfuggenti concentrazioni di guerriglieri vietnamiti. Nel dicembre del 1885, con una colonna di 3000 uomini, nella regione di Bai Sai, vicino ad Hanoi, effettuò operazioni di rastrellamento che portarono alla cattura di pochi guerriglieri ma causò pesanti perdite francesi dovute al colera. I francesi, esasperati, uccisero alla baionetta tutti i prigionieri e de Négrier, un militare che aveva difficoltà ad adattarsi alle tattiche della guerriglia, non fece nulla per fermarli.
Tornato in Francia, comandò successivamente la Divisione di Belfort, l'XI Corpo d'armata a Nantes e il VII Corpo d'armata a Besançon. Aggregato all'Esercito imperiale giapponese come addetto militare francese durante la guerra russo-giapponese, pubblicò un resoconto della guerra, Lessons from the Russo-Japanese War. Morì sulla nave King Harald, al largo delle coste norvegesi, il 22 agosto 1913. È sepolto nel cimitero di Père-Lachaise.

## Lo stile di comando di de Négrier
De Négrier fu di gran lunga il più popolare comandante francese nel Tonchino durante la guerra franco-cinese. Dopo la campagna di Bắc Ninh i soldati del Corpo di spedizione del Tonchino idearono ironici soprannomi vietnamiti per il generale Millot e i suoi due comandanti di brigata. De Négrier, ammirato per la sua energia trainante, divenne Maolen (mau lên, "Veloce!"). Louis Brière de l'Isle, le cui truppe erano state battute in velocità da quelle di de Négrier a Bắc Ninh, era Mann Mann (màn màn, "Lento!"). Millot, che aveva fermato l'inseguimento da parte di de Négrier dell'esercito cinese battuto a Kép impedendogli, agli occhi dei soldati, di andare fino a Lạng Sơn, divenne Toi Toi (thôi thôi, "Fermo!").
De Négrier aveva un modo di parlare che lo rendeva simpatico alla maggior parte dei soldati francesi. Pronunciò la sua frase più famosa nel dicembre 1883 in Algeria, durante una rassegna del 2º Battaglione della Legione straniera alla vigilia della sua partenza per il Tonchino per partecipare alla Campagna di Bắc Ninh: Vous, légionnaires, vous êtes soldats pour mourir, et je vous envoie où l’on meurt! (Legionari, siete diventati soldati per morire e io vi porto dove si muore!").
De Négrier possedeva la capacità di fare una valutazione istantanea del campo di battaglia e di dare la risposta appropriata. Il sergente Maury, del 2º Battaglione della Legione straniera, vide de Négrier in azione nella battaglia di Pho Vy (10 febbraio 1885), uno dei numerosi e confusi scontri contro i cinesi durante la campagna di Lạng Sơn:
De Négrier aveva un carattere frettoloso, ma ciò era riscattato da un pronto senso dell'umorismo e le sue truppe apprezzavano le sue occasionali eruzioni vulcaniche. Il sottotenente René Normand del 111º Battaglione di linea (ucciso in azione un mese dopo nella battaglia di Bang Bo) ha ricordato un tipico incidente durante la Campagna di Lạng Sơn nel febbraio 1885:

## Pubblicazioni
- Observations sur le combat de l'infanterie, Besançon, de Dodivers, 1892.
- Les Tendances nouvelles de l’Armée allemande, in Revue des Deux Mondes, n. 5, 1901 (articolo pubblicato anonimo).
- Quelques enseignements de la guerre sud-africaine, in Revue des Deux Mondes, n. 9, 1902 (articolo pubblicato anonimo).
- L’Évolution actuelle de la tactique, première partie, in Revue des Deux Mondes, n. 19, 1904 (articolo pubblicato anonimo).
- L’Évolution actuelle de la tactique, deuxième parti, in Revue des Deux Mondes, n. 20, 1904 (articolo pubblicato anonimo).
- Le Moral des troupes, in Revue des Deux Mondes, n. 25, 1905.
- Quelques enseignements de la guerre russo-japonaise, in Revue des Deux Mondes, n. 31, 1906.
- Lessons of the Russo-Japanese War, Londra, Hugh Rees, 1906.
- Séditions militaires de 1790, Parigi, C. Delagrave, 1907.
- La Cavalerie du service de deux ans, in Revue des Deux Mondes, n. 46, 1908.
- Les Forces japonaises en 1909, in Revue des Deux Mondes, n. 52, 1909.
- Les Forces chinoises en 1910, in Revue des Deux Mondes, n. 58, 1910.